# Anacropora spinosa
Anacropora spinosa е вид корал от семейство Acroporidae. Видът е застрашен от изчезване.

## Разпространение
Разпространен е в Австралия, Виетнам, Гуам, Индия, Индонезия, Камбоджа, Мавриций, Малайзия, Мианмар, Микронезия, Палау, Папуа Нова Гвинея, Провинции в КНР, Северни Мариански острови, Сингапур, Соломонови острови, Тайван, Тайланд, Филипини и Япония.